# مونيا حرشفي الصدر
مونيا حرشفي الصدر (الاسم العلمي: Lonchura punctulata) (بالإنجليزية: Scaly-breasted Munia)‏ هي نوع من الطيور تتبع جنس المونيا من فصيلة شمعية المنقار.